# Campeón de Campeones 2023-24
El Campeón de Campeones 2023-24 fue la LI edición del Campeón de Campeones que debió enfrentar al campeón del Torneo Apertura 2023 con el ganador del Clausura 2024. El título fue adjudicado de forma automática al Club América tras ganar los dos torneos de la temporada.

## Sistema de competición
Disputarían la copa Campeón de Campeones 2023-24 los campeones de los torneos Apertura 2023 y Clausura 2024.
El Club vencedor del Campeón de Campeones sería aquel que en el partido anotara el mayor número de goles. Si al término del tiempo reglamentario el partido estuviera empatado, se procedería a lanzar tiros penales, hasta que resultara un vencedor. 
En caso de que un equipo logre ganar los dos torneos de la temporada este club se adjudicará el trofeo de Campeón de Campeones de manera automática, como fue en este caso con el equipo azulcrema. 

## Información de los equipos
| América |  |  |  | Campeón de la Primera División de México (Apertura 2023 y Clausura 2024) |

| Equipo  | Entrenador    | Estadio        | Ciudad           |
| ------- | ------------- | -------------- | ---------------- |
| América | André Jardine | Estadio Azteca | Ciudad de México |

## Ganador
| Campeón de Campeones 2023-24 |
| ---------------------------- |
|                              |
| América                      |
| 7.º Título                   |